# 中學 (電影)
《中學》，張虹執導的一套關於香港教育的紀錄片，描述兩所香港英語授課中學（聖傑靈女子中學及英華書院）的情況，包括上課、早會、老師會議、課外活動及家長工作坊等活動。內容集中於教學、訓導、學生的價值觀、教學語言及教育改革等議題上。影片以直接電影的手法拍攝。

## 外部連結
- 采風電影紀錄片 DVD 發行 - 中學介紹 （页面存档备份，存于）
- 时光网上《中學》的資料（简体中文）
- 豆瓣电影上《中學》的資料 （简体中文）
- 爛番茄上《中學》的資料（英文）
- AllMovie上《中學》的资料（英文）
- 互联网电影数据库（IMDb）上《中學》的资料（英文）